# Équipe de Guinée de football à la Coupe d'Afrique des nations 2019
L’équipe de Guinée de football participe à la Coupe d'Afrique des nations 2019 organisée en Égypte du 21 juin au 19 juillet 2019. Elle est éliminée en huitième de finale par l'Algérie (0-3).

## Qualifications
La Guinée est placée dans le groupe H des qualifications qui se déroulent du 9 juin 2017 au 23 mars 2019. Sa qualification est acquise à l'issue de la cinquième journée.

### Résultats
| Rang | Équipe        | Pts | J | G | N | P | Bp | Bc | Diff |  | Résultats (▼ dom., ► ext.) |     |     |     |     |
| ---- | ------------- | --- | - | - | - | - | -- | -- | ---- |  | -------------------------- | --- | --- | --- | --- |
| 1    | Guinée        | 12  | 6 | 3 | 3 | 0 | 8  | 4  | +4   |  | Guinée                     |     | 1-1 | 1-0 | 2-0 |
| 2    | Côte d'Ivoire | 11  | 6 | 3 | 2 | 1 | 12 | 5  | +7   |  | Côte d'Ivoire              | 2-3 |     | 4-0 | 3-0 |
| 3    | Centrafrique  | 6   | 6 | 1 | 3 | 2 | 4  | 8  | -4   |  | Centrafrique               | 0-0 | 0-0 |     | 2-1 |
| 4    | Rwanda        | 2   | 6 | 0 | 2 | 4 | 5  | 12 | -7   |  | Rwanda                     | 1-1 | 1-2 | 2-2 |     |

| Samedi 10 juin 2017 | Côte d'Ivoire   | 2 - 3 | Guinée                              |                                                                |                                                                |
| 18:00 GMT           | Doumbia 14e 61e | (1-1) | 31e Diallo · 65e Kamano · 78e Keita | Stade de Bouaké, Bouaké Arbitrage : Hélder Martins de Carvalho | Stade de Bouaké, Bouaké Arbitrage : Hélder Martins de Carvalho |
| 18:00 GMT           | Rapport         |       |                                     | Stade de Bouaké, Bouaké Arbitrage : Hélder Martins de Carvalho | Stade de Bouaké, Bouaké Arbitrage : Hélder Martins de Carvalho |

| 9 septembre 2018 | Guinée     | 1 - 0 | Centrafrique |                                                             |                                                             |
| 16h30 (UTC)      | Soumah 65e | (0-0) |              | Stade du 28-Septembre, Conakry Arbitrage : Mustapha Ghorbal | Stade du 28-Septembre, Conakry Arbitrage : Mustapha Ghorbal |
| 16h30 (UTC)      | Rapport    |       |              | Stade du 28-Septembre, Conakry Arbitrage : Mustapha Ghorbal | Stade du 28-Septembre, Conakry Arbitrage : Mustapha Ghorbal |

| 12 octobre 2018 | Guinée                        | 2 - 0 | Rwanda |                                                                     |                                                                     |
|                 | Kamano 37e (pen.) · Cissé 72e | (1-0) |        | Stade du 28-Septembre, Conakry Arbitrage : El Fadil Mohamed Hussein | Stade du 28-Septembre, Conakry Arbitrage : El Fadil Mohamed Hussein |
|                 | Rapport                       |       |        | Stade du 28-Septembre, Conakry Arbitrage : El Fadil Mohamed Hussein | Stade du 28-Septembre, Conakry Arbitrage : El Fadil Mohamed Hussein |

| 16 octobre 2018 | Rwanda        | 1 - 1 | Guinée    |                                                               |                                                               |
|                 | Tuyisenge 77e | (0-1) | 31e Kanté | Stade Régional Nyamirambo, Kigali Arbitrage : Bernard Camille | Stade Régional Nyamirambo, Kigali Arbitrage : Bernard Camille |
|                 | Rapport       |       |           | Stade Régional Nyamirambo, Kigali Arbitrage : Bernard Camille | Stade Régional Nyamirambo, Kigali Arbitrage : Bernard Camille |

| 18 novembre 2018 | Guinée      | 1 - 1 | Côte d'Ivoire |                                                           |                                                           |
|                  | Yattara 11e | (1-1) | 21e Seri      | Stade du 28-Septembre, Conakry Arbitrage : Redouane Jiyed | Stade du 28-Septembre, Conakry Arbitrage : Redouane Jiyed |
|                  | Rapport     |       |               | Stade du 28-Septembre, Conakry Arbitrage : Redouane Jiyed | Stade du 28-Septembre, Conakry Arbitrage : Redouane Jiyed |

| 24 mars 2019 | Centrafrique | 0 - 0 | Guinée |                                                                          |                                                                          |
|              |              | (0-0) |        | Complexe Sportif Barthélemy Boganda, Bangui Arbitrage : Juste Ephrem Zio | Complexe Sportif Barthélemy Boganda, Bangui Arbitrage : Juste Ephrem Zio |
|              | Rapport      |       |        | Complexe Sportif Barthélemy Boganda, Bangui Arbitrage : Juste Ephrem Zio | Complexe Sportif Barthélemy Boganda, Bangui Arbitrage : Juste Ephrem Zio |

### Statistiques

#### Buteurs
| Buts | Joueurs                                                                                          |
| ---- | ------------------------------------------------------------------------------------------------ |
| 2    | François Kamano                                                                                  |
| 1    | Ibrahima Cissé, Abdoulaye Sadio Diallo, José Kanté, Naby Keita, Seydouba Soumah, Mohamed Yattara |

## Préparation
Le drapeau est remis au capitaine Ibrahima Traoré par le Premier Ministre Ibrahima Kassory Fofana le 31 mai. Des entraînements publics sont organisés au Stade du 28-Septembre de Conakry le jour-même et le lendemain. Les joueurs participent ensuite à un stage de préparation au Maroc du 1er au 14 juin, où ils s'inclinent face à la Gambie (0-1) et au Bénin (0-1). Les Guinéens terminent leur préparation par une troisième défaite en trois matchs, le 16 juin à Alexandrie, face à l'Égypte (1-3).
| 7 juin 2019 | Guinée | 0 - 1 | Gambie    |           |           |
|             |        | (0-1) | 44e Sohna | Marrakech | Marrakech |

| 11 juin 2019 | Bénin         | 1 - 0 | Guinée |           |           |
|              | Sessègnon 31e | (1-0) |        | Marrakech | Marrakech |

| 16 juin 2019 | Égypte                                 | 3-1   | Guinée   |                                |                                |
|              | Mohsen 11e · Ali Kamel 77e · Gaber 86e | (1-0) | 63e Kaba | Stade Borg Al Arab, Alexandrie | Stade Borg Al Arab, Alexandrie |

## Compétition

### Tirage au sort
Le tirage au sort de la CAN se déroule 12 avril 2019 au Caire, face au Sphinx et aux pyramides. La Guinée est placée dans le chapeau 2 en raison de son classement FIFA.
Le tirage au sort donne alors, comme adversaires de la Guinée, le Nigeria (chapeau 1, 42e au classement FIFA), Madagascar (chapeau 3, 107e) et le Burundi (chapeau 4, 136e) dans le groupe B.

### Effectif
Le sélectionneur Paul Put annonce une pré-liste de vingt-cinq joueurs le 25 mai.
La sélection finale est dévoilée le 11 juin. Moussa Camara et Abdoulaye Paye Camara sont les deux joueurs non-retenus.
Après la blessure de Baïssama Sankoh en amical face à l'Égypte, Alhassane Bangoura est appelé pour le remplacer, trois jours avant l'ouverture de la compétition.

### Phase de poules
Avec un match nul face à Madagascar, une défaite face au Nigeria et une victoire contre le Burundi, la Guinée termine à la troisième place du groupe B. Seule troisième avec quatre points, elle est qualifiée pour les huitièmes de finale.
| Rang | Équipe     | Pts | J | G | N | P | Bp | Bc | Diff |  | Résultats (▼ dom., ► ext.) |     |     |     |     |
| ---- | ---------- | --- | - | - | - | - | -- | -- | ---- |  | -------------------------- | --- | --- | --- | --- |
| 1    | Madagascar | 7   | 3 | 2 | 1 | 0 | 5  | 2  | +3   |  | Madagascar                 |     | 2-0 | 2-2 | 1-0 |
| 2    | Nigeria    | 6   | 3 | 2 | 0 | 1 | 2  | 2  | 0    |  | Nigeria                    | 0-2 |     | 1-0 | 1-0 |
| 3    | Guinée     | 4   | 3 | 1 | 1 | 1 | 4  | 3  | +1   |  | Guinée                     | 2-2 | 0-1 |     | 2-0 |
| 4    | Burundi    | 0   | 3 | 0 | 0 | 3 | 0  | 4  | -4   |  | Burundi                    | 0-1 | 0-1 | 0-2 |     |

     Équipe qualifiée ou victorieuse; Pts = points; J = joués; G = gagnés; N = nuls; P = perdus;
Bp = buts pour; Bc = buts contre; Diff = différence de buts
| 22 juin 2019 | Guinée                       | 2 - 2   | Madagascar                                   | Stade d'Alexandrie, Alexandrie            |                                           |
| 22h00 CAT    | Kaba 34e · Kamano 66e (pen.) | (1 - 0) | 49e Abel · 55e Andriamatsinoro               | Spectateurs : 5 342 Arbitrage : Amin Omar | Spectateurs : 5 342 Arbitrage : Amin Omar |
| 22h00 CAT    |                              | Rapport | 53e Amada · 65e Métanire · 81e Ilaimaharitra | Spectateurs : 5 342 Arbitrage : Amin Omar | Spectateurs : 5 342 Arbitrage : Amin Omar |

| 26 juin 2019 | Nigeria              | 1 - 0   | Guinée                 | Stade d'Alexandrie, Alexandrie                              |                                                             |
| 16h30 CAT    | Omeruo 73e           | (0 - 0) |                        | Spectateurs : 10 388 Arbitrage : Helder Martins de Carvalho | Spectateurs : 10 388 Arbitrage : Helder Martins de Carvalho |
| 16h30 CAT    | Musa 62e · Etebo 90e | Rapport | 27e Falette · 65e Seka | Spectateurs : 10 388 Arbitrage : Helder Martins de Carvalho | Spectateurs : 10 388 Arbitrage : Helder Martins de Carvalho |

| 30 juin 2019 | Burundi                                               | 0 - 2   | Guinée          | Stade Al Salam, Le Caire                              |                                                       |
| 18h00 CAT    |                                                       | (0 - 1) | 25e 52e Yattara | Spectateurs : 5 753 Arbitrage : Noureddine El Jaafari | Spectateurs : 5 753 Arbitrage : Noureddine El Jaafari |
| 18h00 CAT    | Nduwarugira 12e · Nizigiyimana 69e · Duhayindavyi 76e | Rapport | 18e Sylla       | Spectateurs : 5 753 Arbitrage : Noureddine El Jaafari | Spectateurs : 5 753 Arbitrage : Noureddine El Jaafari |

### Phase à élimination directe
| Huitième de finale | Algérie | 3 - 0 | Guinée | Stade du 30 Juin, Le Caire |
| 7 juillet 2019     |         |       |        |                            |
|                    | Rapport |       |        |                            |

### Statistiques

#### Temps de jeu
| Joueur              |          |          |          |          | TT       | But inscrit | MJ       | MT       | Légende |
| ------------------- | -------- | -------- | -------- | -------- | -------- | ----------- | -------- | -------- | --- |
| Gardiens            | Gardiens | Gardiens | Gardiens | Gardiens | Gardiens | Gardiens    | Gardiens | Gardiens | Abréviations et symboles : TT : Total de minutes jouées MJ : Nombre de matchs joués MT : Matchs joués en tant que titulaire : but : joueur entré : joueur remplacé : capitaine : carton jaune : carton rouge |
| Naby-Moussa Yattara | -        | -        | -        | -        | -        | -           | -        | -        | Abréviations et symboles : TT : Total de minutes jouées MJ : Nombre de matchs joués MT : Matchs joués en tant que titulaire : but : joueur entré : joueur remplacé : capitaine : carton jaune : carton rouge |
| Aly Keita           | -        | 90       | -        | -        | 90       | -           | 1        | 1        | Abréviations et symboles : TT : Total de minutes jouées MJ : Nombre de matchs joués MT : Matchs joués en tant que titulaire : but : joueur entré : joueur remplacé : capitaine : carton jaune : carton rouge |
| Ibrahim Koné        | -        | 90       | 90       | 90       | 270      | -           | 3        | 3        | Abréviations et symboles : TT : Total de minutes jouées MJ : Nombre de matchs joués MT : Matchs joués en tant que titulaire : but : joueur entré : joueur remplacé : capitaine : carton jaune : carton rouge |
| Défenseurs          |          |          |          |          |          |             |          |          | Abréviations et symboles : TT : Total de minutes jouées MJ : Nombre de matchs joués MT : Matchs joués en tant que titulaire : but : joueur entré : joueur remplacé : capitaine : carton jaune : carton rouge |
| Issiaga Sylla       | 90       | 90       | 90       | 90       | 360      | -           | 4        | 4        | Abréviations et symboles : TT : Total de minutes jouées MJ : Nombre de matchs joués MT : Matchs joués en tant que titulaire : but : joueur entré : joueur remplacé : capitaine : carton jaune : carton rouge |
| Alhassane Bangoura  | -        | 19       | 27       | 22       | 68       | -           | 3        | -        | Abréviations et symboles : TT : Total de minutes jouées MJ : Nombre de matchs joués MT : Matchs joués en tant que titulaire : but : joueur entré : joueur remplacé : capitaine : carton jaune : carton rouge |
| Ousmane Sidibé      | -        | 17       | -        | -        | 17       | -           | 1        | -        | Abréviations et symboles : TT : Total de minutes jouées MJ : Nombre de matchs joués MT : Matchs joués en tant que titulaire : but : joueur entré : joueur remplacé : capitaine : carton jaune : carton rouge |
| Ernest Seka         | -        | 90       | 90       | 90       | 270      | -           | 3        | 3        | Abréviations et symboles : TT : Total de minutes jouées MJ : Nombre de matchs joués MT : Matchs joués en tant que titulaire : but : joueur entré : joueur remplacé : capitaine : carton jaune : carton rouge |
| Simon Falette       | 90       | 90       | 90       | 90       | 360      | -           | 4        | 4        | Abréviations et symboles : TT : Total de minutes jouées MJ : Nombre de matchs joués MT : Matchs joués en tant que titulaire : but : joueur entré : joueur remplacé : capitaine : carton jaune : carton rouge |
| Fodé Camara         | -        | -        | -        | -        | -        | -           | -        | -        | Abréviations et symboles : TT : Total de minutes jouées MJ : Nombre de matchs joués MT : Matchs joués en tant que titulaire : but : joueur entré : joueur remplacé : capitaine : carton jaune : carton rouge |
| Mikael Dyrestam     | 90       | 73       | 90       | 90       | 343      | -           | 4        | 4        | Abréviations et symboles : TT : Total de minutes jouées MJ : Nombre de matchs joués MT : Matchs joués en tant que titulaire : but : joueur entré : joueur remplacé : capitaine : carton jaune : carton rouge |
| Julian Jeanvier     | 90       | -        | -        | -        | 90       | -           | 1        | 1        | Abréviations et symboles : TT : Total de minutes jouées MJ : Nombre de matchs joués MT : Matchs joués en tant que titulaire : but : joueur entré : joueur remplacé : capitaine : carton jaune : carton rouge |
| Milieux             |          |          |          |          |          |             |          |          | Abréviations et symboles : TT : Total de minutes jouées MJ : Nombre de matchs joués MT : Matchs joués en tant que titulaire : but : joueur entré : joueur remplacé : capitaine : carton jaune : carton rouge |
| Naby Keïta          | 28       | 71       | -        | -        | 99       | -           | 2        | 1        | Abréviations et symboles : TT : Total de minutes jouées MJ : Nombre de matchs joués MT : Matchs joués en tant que titulaire : but : joueur entré : joueur remplacé : capitaine : carton jaune : carton rouge |
| Boubacar Fofana     | -        | -        | -        | -        | -        | -           | -        | -        | Abréviations et symboles : TT : Total de minutes jouées MJ : Nombre de matchs joués MT : Matchs joués en tant que titulaire : but : joueur entré : joueur remplacé : capitaine : carton jaune : carton rouge |
| Mohamed Mady Camara | 62       | -        | 5        | 90       | 157      | -           | 3        | 2        | Abréviations et symboles : TT : Total de minutes jouées MJ : Nombre de matchs joués MT : Matchs joués en tant que titulaire : but : joueur entré : joueur remplacé : capitaine : carton jaune : carton rouge |
| Amadou Diawara      | 90       | 90       | 90       | 90       | 360      | -           | 4        | 4        | Abréviations et symboles : TT : Total de minutes jouées MJ : Nombre de matchs joués MT : Matchs joués en tant que titulaire : but : joueur entré : joueur remplacé : capitaine : carton jaune : carton rouge |
| Ibrahima Cissé      | 90       | 90       | 90       | 68       | 338      | -           | 4        | 4        | Abréviations et symboles : TT : Total de minutes jouées MJ : Nombre de matchs joués MT : Matchs joués en tant que titulaire : but : joueur entré : joueur remplacé : capitaine : carton jaune : carton rouge |
| Attaquants          |          |          |          |          |          |             |          |          | Abréviations et symboles : TT : Total de minutes jouées MJ : Nombre de matchs joués MT : Matchs joués en tant que titulaire : but : joueur entré : joueur remplacé : capitaine : carton jaune : carton rouge |
| Ibrahima Traoré     | 90       | 90       | 90       | 90       | 360      | -           | 4        | 4        | Abréviations et symboles : TT : Total de minutes jouées MJ : Nombre de matchs joués MT : Matchs joués en tant que titulaire : but : joueur entré : joueur remplacé : capitaine : carton jaune : carton rouge |
| François Kamano     | 78       | 82       | 63       | 11       | 234      | 1           | 4        | 3        | Abréviations et symboles : TT : Total de minutes jouées MJ : Nombre de matchs joués MT : Matchs joués en tant que titulaire : but : joueur entré : joueur remplacé : capitaine : carton jaune : carton rouge |
| Idrissa Sylla       | -        | -        | -        | -        | -        | -           | -        | -        | Abréviations et symboles : TT : Total de minutes jouées MJ : Nombre de matchs joués MT : Matchs joués en tant que titulaire : but : joueur entré : joueur remplacé : capitaine : carton jaune : carton rouge |
| Mohamed Yattara     | 4        | -        | 79       | 79       | 162      | 2           | 3        | 2        | Abréviations et symboles : TT : Total de minutes jouées MJ : Nombre de matchs joués MT : Matchs joués en tant que titulaire : but : joueur entré : joueur remplacé : capitaine : carton jaune : carton rouge |
| José Kanté          | -        | -        | 11       | 56       | 67       | -           | 2        | 1        | Abréviations et symboles : TT : Total de minutes jouées MJ : Nombre de matchs joués MT : Matchs joués en tant que titulaire : but : joueur entré : joueur remplacé : capitaine : carton jaune : carton rouge |
| Sory Kaba           | 86       | 90       | 85       | -        | 261      | 1           | 3        | 3        | Abréviations et symboles : TT : Total de minutes jouées MJ : Nombre de matchs joués MT : Matchs joués en tant que titulaire : but : joueur entré : joueur remplacé : capitaine : carton jaune : carton rouge |
| Bengali-Fodé Koïta  | 12       | 8        | -        | 34       | 54       | -           | 3        | 3        | Abréviations et symboles : TT : Total de minutes jouées MJ : Nombre de matchs joués MT : Matchs joués en tant que titulaire : but : joueur entré : joueur remplacé : capitaine : carton jaune : carton rouge |

#### Buteurs
| Buts | Joueurs         | Adversaires |
| ---- | --------------- | ----------- |
| 2    | Mohamed Yattara | Burundi (2) |
| 1    | Sory Kaba       | Madagascar  |
| 1    | François Kamano | Madagascar  |